# 2820 Iisalmi
2820 Iisalmi (1942 RU) là một tiểu hành tinh vành đai chính được phát hiện ngày 8 tháng 9 năm 1942 bởi Vaisala, Y. ở Turku.
Iisalmi là một town và municipality thuộc Phần Lan.